# Johannes Simon Hermanus Oem

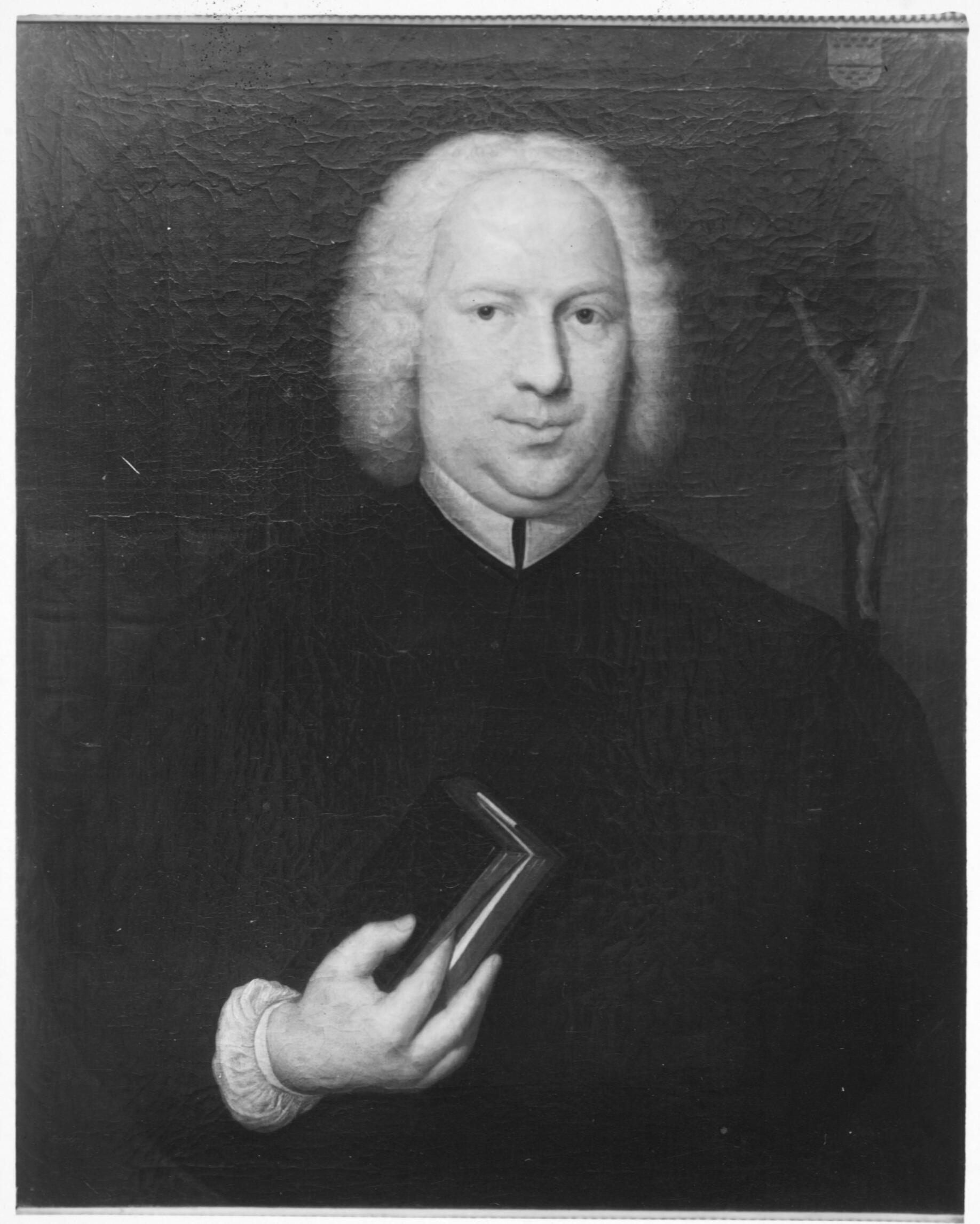
Portret van Johannes S.H. Oem

Drs. Johannes Simon Hermanus Oem (1698 - 25 mei 1771) was een Nederlandse theoloog en priester.

## Biografie
Zijn vader was Jan Oem van Moesenbroek, heer van Moesenbroek en muntmeester van Dordrecht. Johannes Oem, voorheen pastoor van Berkenrode, werd in 1739 aangesteld als pastoor van de Sint-Catharinakerk en leidde haar grondige verbouwing. Zo liet hij onder andere kandelaars, een crucifix, een tabernakel, altaarfronten, een lezenaar, reliekhouders, wierookvaten, canonborden en een godslamp maken. Oem was sinds 1749 de vicaris-generaal van het Haarlems kapittel en volgde in 1757 De Longas op als aartspriester van Amstelland. Hij was ook professor aan het Hollands College.
Johannes Oem is in de Nieuwe Kerk begraven.
- Biografisch Portaal: 48814111
- Digitale Bibliotheek voor de Nederlandse Letteren: oem_015
- Gemeinsame Normdatei: 1024956466
- International Standard Name Identifier: 0000 0003 7940 9847
- Virtual International Authority File: 257710512